# Љивија (град)
Љивија (шп. Llívia) општина је која припада провинцији Ђирони, као шпанска ексклава, окружена територијом Француске. Општина Ливија има укупно 1.252 становника (извор: Национални институт Шпаније за статистику, 2005).
Одвојена је од остатка Шпаније подручјем широким око 2 km.

## Становништво
| 1970. | 1981. | 1991. | 2001. | 2011. |
| ----- | ----- | ----- | ----- | ----- |
| 861   | 921   | 854   | 1.006 | 1.641 |